# Trullifiorinia acaciae
Trullifiorinia acaciae är en insektsart som först beskrevs av William Miles Maskell 1892.  Trullifiorinia acaciae ingår i släktet Trullifiorinia och familjen pansarsköldlöss. Inga underarter finns listade i Catalogue of Life.